# Вили Клаас
Вили Клаас (на нидерландски: Willy Claes) е белгийски политик от Социалистическа партия - различни. Той е музикант и диригент. От 1994 до 1995 година е генерален секретар на НАТО.

## Биография
Вили Клаас е роден през 1938 година в Хаселт. Започва политическата си кариера през 1964 година, когато става общински съветник в родния си град. През 1968 година е избран за пръв път в белгийската Камара на представителите. През 1972 година става министър на просветата в правителството на Гастон Ейскенс.
От 1973 година Клаас е министър на икономиката в правителството на Едмон Льобюртон и става инициатор на редица мерки за спестяване на енергия по време на Петролната криза по това време. През 1983 година е назначен за държавен министър, пожизнена почетна длъжност в Белгия. Той отново е министър на икономиката от 1988 до 1992 година в последователните правителства на Лео Тиндеманс, Марк Ейскенс и Вилфрид Мартенс.
През 1992 година Вили Клаас става председател на Европейската социалистическа партия, както и вицепремиер и външен министър в кабинета на Жан-Люк Деан. През 1994 година е избран за генерален секретар на НАТО. Година по-късно е принуден да напусне поста, заради участието му в качеството на белгийски министър на икономиката в корупционната афера Агюста, свързана с покупката на хеликоптери за белгийската армия. Той е осъден на 3 години затвор и 5 години забрана за заемане на обществени длъжности.

## Други
- Вили Клаас е почетен гост на Втората асамблея Знаме на мира през 1986 година.[1]